# Montpellier Hérault Sport Club
O Montpellier Hérault Sport Club é um clube de futebol francês, fundado em 1919 e sediado em Montpellier.
Suas maiores conquistas são a Copa da França por duas vezes, a Copa Intertoto da UEFA de 1999 e, principalmente, o Campeonato francês de 2011-12.

## História
Fundado como Stade Olympique de Montpellier, foi renomeado em 1927 para Sports Olympiques Montpelliérains, para enfatizar que o clube era poliesportivo. Porém, dez anos depois, voltou a se chamar Stade Olympique de Montpellier. Em 1928-29, venceu a Copa da França, o que lhe deu bastante reconhecimento nacional.
Em 1932-33, participou da primeira edição da Division 1, atual elite do futebol francês, e, até 1969, alternou entre segunda divisão e a primeira, quando sucumbiu e passou alguns anos fora das divisões superiores do país. Na mesma época, mudou de nome algumas vezes, como para Montpellier-Littoral Sport Club e Montpellier La Paillade Sport Club.
Já em 1974, com a chegada de Louis Nicollin, o clube passa por uma reformulação, que viria a ser responsável pela ascensão nos anos seguintes, chegando à segunda divisão e subindo, em definitivo, à primeira em 1986-87. Três anos depois, já com o atual nome Montpellier-Hérault Sport Club, adotado na temporada anterior, venceu pela segunda vez a Copa da França.
De lá para cá, venceu a Copa Intertoto da UEFA em 1999, e atualmente disputa a Ligue 1. Sagrou-se campeão da Ligue 1 pela primeira vez em 2011/12.

## Títulos
| CONTINENTAIS | CONTINENTAIS                 | CONTINENTAIS | CONTINENTAIS      |
|              | Competição                   | Títulos      | Temporadas        |
| ------------ | ---------------------------- | ------------ | ----------------- |
|              | Copa Intertoto da UEFA       | 1            | 1999              |
| NACIONAIS    |                              |              |                   |
|              | Competição                   | Títulos      | Temporadas        |
|              | Campeonato Francês - Ligue 1 | 1            | 2011-12           |
|              | Copa da França               | 2            | 1928-29 e 1989-90 |
|              | Copa da Liga Francesa        | 1            | 1992              |

- Outros Torneios:
  - Torneio de Paris: 1988

 Campeão Invicto

## Elenco atual
Atualizado em 27 de julho de 2025.
Legenda
- : Capitão
- : Jogador lesionado
- : Jogador suspenso